# ジョアン・ボスコ

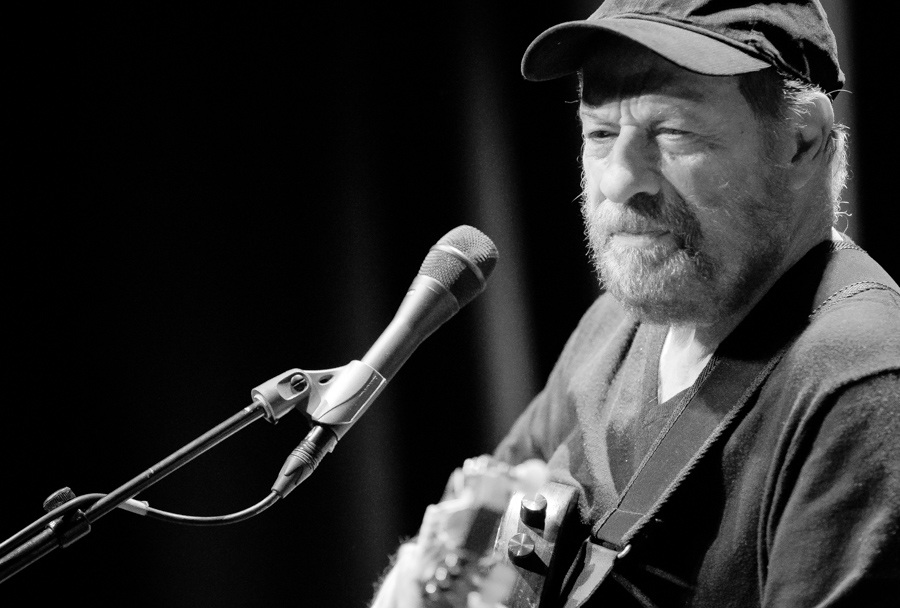

ジョアン・ボスコ・デ・フレイタス・ムッチ（葡: João Bosco de Freitas Mucci、1946年7月13日 - ）は、ブラジルのMPB歌手、ギタリスト、作曲家。ジョアン・ボスコとして知られる。

## 人物
ミナスジェライス州のポンチ・ノヴァにアラブ系移民の子として生まれた。リオデジャネイロへ出たときエンジニアの仕事をしていたが、詩人アルヂール・ブランキとコンビを組み、1972年に自作曲「バラ・コン・バラ」をはじめ、「メストリ・サラ・ドス・マーリス」、「酔っ払いと綱渡り芸人」などがエリス・レジーナにレコーディングされ成功を収めた。間もなく自身も卓越したヴォーカリスト、ダイナミックなパフォーマーとして賞賛されるようになった。ブラジルではギター演奏が盛んな国だが、中でもライブでの彼のソロ演奏は特筆すべきパフォーマンスとして知られ、1983年のライブアルバム『100ª Apresentação』は評価が高い。
ジョアン・ボスコはアメリカのジャズに影響された、「アラブ文化、アフリカ系アメリカ音楽、ブラジルのボサノバスタイルの融合」で有名となった。なお彼自身は、その中でも最も自分に影響を与えたのは、サンバの母とも称えられるクレメンチーナ・ヂ・ジェズースであると語っている。彼女の影響によりサンバのルーツ、また一形態であるパルチールド・アルトやアンゴラ起源のジョンゴをベースとするなど、アフロ色の強い曲が多い。
彼の3巻のソングブックの序文でアルミール・シェジアッキ(Almir Chediak)は、「才能ある作曲家ジョアン・ボスコの旋律的、和声的な構造は、ブラジル音楽の中でも最も幸福なもの」と論評している  。

## 代表曲
- "O Bêbado e a Equilibrista" 「酔っ払いと綱渡り芸人」
- "Coisa Feita" 「コイザ・フェイタ」
- "Corsário" 「海賊」
- "Incompatibilidade de Gênios (Latin Lover)"
- "Jade" 「翡翠」
- "Kid Cavaquinho" 「キッヂ・カバキーニョ」
- "Papel Marchê" 「パペウ・マルシェ（紙人形）」
- "Prêt-à-Porter de Tafetá" 「タフタのドレス」

## ディスコグラフィ
- 1972 - "Agnus Sei" ( EP, B-side of Disco de Bolso - O Tom de Tom Jobim e o tal de João Bosco ) - Pasquim [2]
- 1973 - João Bosco - RCA
- 1975 - Caça à Raposa - RCA
- 1976 - Galos De Briga - RCA
- 1977 - Tiro De Misericórdia - RCA
- 1979 - Linha De Passe - RCA
- 1980 - Bandalhismo - RCA
- 1981 - Essa É A Sua Vida - RCA
- 1982 - Comissão De Frente - Ariola
- 1983 - 100ª Apresentação ( live ) - Ariola
- 1984 - Gagabirô - Barclay
- 1986 - Cabeça De Nego - Barclay - 『カベッサ・ヂ・ネゴ』
- 1987 - Ai Ai Ai De Mim - CBS - 『空想小説』
- 1989 - Bosco - CBS - 『ボスコ』
- 1991 - Zona De Fronteira - Sony - 『国境地帯』
- 1992 - Acústico MTV ( live ) - Columbia - 『ライブ・アコースティック』
- 1994 - Na Onda Que Balança - Columbia - 『ナ・オンダ・キ・バランサ』
- 1995 - Dá Licença Meu Senhor - Sony
- 1997 - As Mil E Uma Aldeias - Sony
- 1998 - Benguelê ( music score for the Brazilian ballet company Grupo Corpo ) - Grupo Corpo
- 2000 - Na Esquina - Epic
- 2001 - Na Esquina - Ao Vivo Volumes 1 e 2 - ( live, 2-CD ) - Epic
- 2003 - Malabaristas Do Sinal Vermelho - Sony
- 2006 - Obrigado, Gente! ( live, CD & DVD ) - Universal

### コンピレーション、オムニバス
- 1987 - Caetano Veloso / João Bosco / Ney Matogrosso: Brazil Night - Ao Vivo Em Montreux 1983 ( live ) - Barclay - カエターノ・ヴェローゾ、ジョアン・ボスコ、ネイ・マトグロッソ： 『ブラジル・ナイト IN モントルー1983』
- 2001 - Grandes Sucessos ( compilation ) - Sony - 『グランヂス・スセッソス』
- 2003 - Various Artists: Songbook João Bosco 1/2/3 - Lumiar